# Vitrupe
Die Vitrupe (deutsch: Wettersbach, im Oberlauf Utellbach) ist ein Fluss in Lettland.

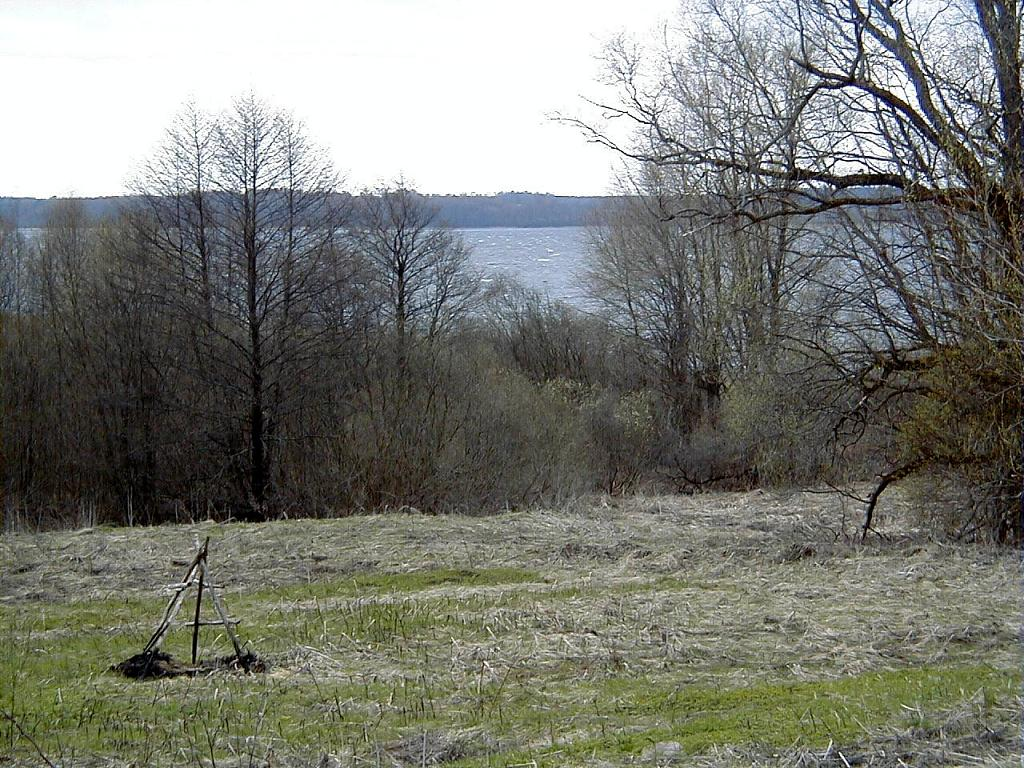
Der Quellsee Lādes ezers

Die Vitrupe bildet den Ausfluss aus dem See Lādes ezers rund 7 km südlich von Limbaži (deutsch: Lemsal). Sie fließt zunächst nach Nordnordwesten durch die Seen Skujas ezers, Auziņu ezers und Riebezers und weiter parallel zum Ufer der Rigaer Bucht, bis sie sich bei Ķirbiži (deutsch: Kürbis) nach Westen wendet, bei Vitrupe die Hauptstraße Autoceļš A1 quert und kurz darauf in die Rigaer Bucht der Ostsee mündet.
Die Länge der Vitrupe beträgt rund 49 km, das Einzugsgebiet 197,2 km².

## Zuflüsse
Rechter Zufluss ist die Cimelupe.